# Бусото-Ла Торе (Пистоја)
Бусото-Ла Торе је насеље у Италији у округу Пистоја, региону Тоскана.
Према процени из 2011. у насељу је живело 88 становника. Насеље се налази на надморској висини од 206 м.